# 大宇宙の墓場
『大宇宙の墓場』（だいうちゅうのはかば　原題：Sargasso Of Space）は、アメリカ合衆国のSF作家・アンドレ・ノートンによるSF小説。「太陽の女王号」シリーズの1作目である。

## あらすじ
通商員の資格を取ったデイン・ソーソンが、初めて配属されたのは自由業者の宇宙船「太陽の女王号」だった。大企業の宇宙船に配属された仲間たちの、冷ややかな視線を浴びながら、デインは女王号に乗り組んだ。
最初の目的地「ナクソス」への貨物輸送は、平穏な航行のうちに終わった。ナクソスで、次の荷主を探しているとき、調査局で新しく発見した惑星の競売が行われることを知った。調査局の宇宙船が1隻行方不明になり、残りの宇宙船を捜索に動員するために、競売予定を繰り上げたのが理由のようだ。知的文明がある惑星は、高額で競り落とされるので手が出ないが、最低ランクの惑星ならいけるかもしれない。女王号のジェリコ船長は、惑星「リンボー」を何とか落札したが、それは焼けた不毛の惑星のようだった。貨物の仕入れ代のほかに乗組員の給料までつぎ込んで落札したので、女王号の資金も夢も尽きていた。そんなところへ、女王号をチャーターしたいという申し込みがあった。サルザー・リッチ博士と名乗る考古学者が、リンボーを探検するための人員と機材を輸送してほしいという。リンボーは完全に焦土化してはおらず、気候は寒冷ながら大気があって植物も存在し、北半球には廃墟もあるらしい。博士の一行を乗せた女王号は、リンボーへ向けて出発した。
リッチ博士と3人の助手（うち1人はヒト型知性体のリゲル人）は、乗組員とは親しくしなかった。でもちょっとした会話の中で、博士が「双子の塔」を知らないことが判明した。その塔は先史文明の遺跡のうちで最重要なもので、考古学者は誰でも知っているはずなのに。また助手の荷物の中に、航宙士しか使わない航行用計算書をデインが見つけたのも不思議だ。これらは、現役宇宙船に1冊づつしか配布されていないのに。リンボーに着陸し、大気分析と周囲の確認を進めると、はるか西方に廃墟が見えた。博士の一行は、地上車に資材を積み込んで廃墟のほうへ出発していき、それから地上車は自動操縦で戻ってきた。
女王号の一行も、独自に調査を開始した。地上車のほかに飛翔艇も発進させ、上空からも調べる。デインたち3人が乗り込んだ飛翔艇は、まばらに植物が生えているところを調査していて、石で四角形に囲まれた「畠」のようなものを発見した。これはどう見ても知的生物が作ったとしか思えない。ほかに3つの畠を確認したので、飛翔艇を着陸させて植物を採取した。女王号に戻り、発見を報告したデインたちは、畠の所有者を見つけるため、再び飛翔艇で現地に飛んで徹夜の観察をすることになった。夜も更けてから、遠方に赤い光が見えた。アリは即座に、熱線銃が使われたと言った。夜が明けてからその方向を調べると、二つの球体が細い棒でつながった身体をした生物の死骸を4つ見つけた。それらはアリの予想どおり、熱線銃で焼かれていた。いったい誰が銃を使ったのか。死骸の近くには、地上車のわだち跡があったが、これは女王号に積まれている地上車とはサイズが違っていた。わだち跡をたどって、デインは上の方向にアリは下の方向に向かった。デインのたどった跡は、平坦な岩壁の前で途切れていた。
そのとき上空から轟音が聞こえ、見上げると宇宙船が減速できないまま、遠くへ落ちていく。リッチ博士がキャンプを設置した廃墟では、テントはあるが内部には誰もいなかった。博士は本当に考古学者なのだろうか。調査を進めると、古い地球型の宇宙船が墜落していた。異星人の宇宙船と思われるものもあった。そして調査局の探査船も。これはナクソスでの惑星競売の原因となった、行方不明の船に違いない。これほど多くの宇宙船が墜落した原因はなにか。やがて女王号が何者かに包囲され、船は離陸できないとの通信が入った。デインたちは、無線を使わずに、光で信号を送り女王号と連絡をとった。船は何かの力で、リンボー表面に引き留められているらしい。女王号に向かう所属不明の地上車が、例の球体生物に襲われていたので、デインたちは操縦していた男を助けた。その男からは、リッチ博士は、調査局よりも12年も前にリンボーを発見しており、残されていた先史文明の巨大な機械の使い方の一部を解明したことを聞いた。その機械は、リンボーに近づく宇宙船を捕らえることができるという。女王号をつなぎ止めていたのは、この機械だった。
女王号と再び光で連絡したデインたちに、サルザーの拠点を急襲して機械を止めろとの指令が下った。捕まえた男を、地上車のわだちが途切れている岩壁に連れていく。目を離した隙に、男が地上車のパネルを操作すると、岩盤が開き男は中に逃げ込んだ。デインたちも後を追うが、中に閉じ込められてしまった。岩盤が開いたときに超音波が出されたことから、持っていた昆虫捕獲笛の音階をいろいろ組み合わせて、なんとか開けることができた。内部には巨大な迷路のような空間が広がり、その一角が明るくなっている。その部屋には、サルザー博士ほか2人がいて機械を操作していた。サルザーに、仲間の宇宙船がパトロールに追われている、という伝令が来た。サルザーは、2時間後に1時間だけ牽引を切るのでその間に着陸しろ、と答えて部屋から出て行った。部屋にはサルザー一味は2人しか残っていない。デインたちは部屋に突入して、彼らを捕虜にし、先史文明の機械のスイッチを切った。
リンボーからの牽引力が無くなり、パトロール船は無事に着陸した。女王号を包囲していた連中も逃げ出し、ジェリコ船長たちも船外に出られた。パトロール隊員たちは、サルザー一味をデインたちのいる岩壁の中へ追い詰めてきた。熱線銃での撃ち合いのすえに、サルザーたちを捕まえることができた。リンボーに落ちている宇宙船は犯罪の結果なので、我々が管理するというパトロール司令官に対し、サルザーが来る前の墜落船は、我々に権利があると主張するジェリコ船長。話し合いの結果、妥協点を見出した。女王号の乗組員は、この事件のことは一週間は口外しない。その代わりに、墜落した宇宙船に乗っていた探検家が発見した惑星「サーゴル」の通商権を引き継ぐ、という内容だ。サーゴルでは新しい宝石コロスが見つかっている。結局リンボーは幸運の惑星だったのかもしれない、とデインは考えていた。

## 主な登場人物
- デイン・ソーソン - 本作の主人公。女王号の貨物係候補生。
- ジェリコ - 女王号の船長。青色で六本足の外宇宙生物を、ペットとして飼っている。
- リップ・シャノン - デインの先輩候補生。
- アリ・カミル - デインの先輩候補生。
- ヴァン・ライク - 貨物係主任。
- スティーン・ウイルコックス - 女王号の航宙士。
- タング・ヤー - 女王号の通信長。
- ヨハン・ストッツ - 女王号の機関長。
- クリッグ・タウ - 女王号の船医。
- サルザー・リッチ博士 - 女王号をリンボーまでチャーターした人物。

## その他
リンボー(limbo)とは、和訳すれば地獄の辺土や地獄の縁という意味である。地獄と天国との中間にあり、さまざまな霊魂の住むところと考えられている。

## 書誌情報
- 『大宇宙の墓場』　小隅黎訳、ハヤカワSF文庫　SF56  1972年4月30日